# 584 (číslo)
Pět set osmdesát čtyři je přirozené číslo. Následuje po čísle pět set osmdesát tři a předchází číslu pět set osmdesát pět. Římskými číslicemi se zapisuje DLXXXIV a řeckými číslicemi φπδ.

## Matematika
584 je:
- Deficientní číslo
- Složené číslo
- Nešťastné číslo

## Astronomie
- (584) Semiramis je planetka hlavního pásu, kterou objevil v roce 1906 August Kopff

## Roky
- 584
- 584 př. n. l.